# (554) Перага
(554) Перага (итал. Peraga) — астероид главного пояса, который принадлежит к спектральному классу F. Он был открыт 8 января 1905 года немецким астрономом Паулем Гёцем в Обсерватории Хайдельберг-Кёнигштуль и назван в честь одноимённого района итальянского города и коммуны Вигонца.
Диаметр астероида был приблизительно определён с 1980 по 1985 годы благодаря наблюдениям радиотелескопа обсерватории Аресибо.